# Acinetobacter baumannii
Acinetobacter baumannii este o bacterie gram-negativă, de obicei scurtă, aproape rotundă în formă de tijă (coccobacillus). Acesta poate fi un agent patogen oportunist la om, care afectează persoanele cu sistemul imunitar compromis, și care este din ce în ce mai frecvent cauza infecțiilor spitalicești (nosocomiale). În timp ce alte specii din genul Acinetobacter sunt adesea găsite în probe de sol (ceea ce duce la concepția greșită că A. baumannii este un organism care trăiește de asemenea în sol), A. baumannii este aproape exclusiv prezentă în medii spitalicești. Deși ocazional a fost identificată în probe de sol și apă din natură, habitatul său natural este încă necunoscut.
Bacteriile din acest gen nu prezintă flagel, o structură ca un bici folosită pentru locomoție, dar prezintă motilitate prin spasme sau de grup. Acest lucru poate fi datorat activității pililor de tip IV, care pot fi extinși și retrași. Motilitatea în A. baumannii poate fi de asemenea datorată excreției de exopolizaharide, prin care se creează un film de polizaharide cu masă moleculară mare în urma bacteriei care îi permite astfel să avanseze. Microbiologii clinici diferențieză membrii din genul Acinetobacter de alte Moraxellaceae prin efectuarea unui test al oxidazei, deoarece Acinetobacter spp. sunt singurii membri ai Moraxellaceae cărora le lipsesc oxidazele citocromului c.
A. baumannii este parte a complexului ACB (A. baumannii, A. calcoaceticus și speciile genomice Acinetobacter 13TU). Membrii complexului ACB sunt dificil de diferențiat și reprezintă membrii genului care sunt cei mai relevanți din punct de vedere clinic. A. baumannii este de asemenea un patogen ESKAPE (Enterococcus faecium, Staphylococcus aureus, Klebsiella pneumoniae, Acinetobacter baumannii, Pseudomonas aeruginosa, Enterobacter sp.), un grup de agenți patogeni cu o rată ridicată de rezistență la antibiotice, care sunt responsabili de majoritatea infecțiilor nosocomiale.
Colocvial, A. baumannii este numită și „Iraqibacter” datorită apariției aparent bruște în spitalele militare din timpul Războiului din Irak. Bacteria a continuat să fie o problemă pentru veteranii și soldații care au luptat în Irak și Afganistan. Tulpinile A. baumannii rezistente la antibiotice s-au răspândit în spitale civile, ca urmare a transportului de soldați infectați prin mai multe unități medicale.

## Semne și simptome ale infecției
A. baumannii este un agent patogen oportunist, care profită de o serie de alte boli, fiecare cu propriile simptome. Unele infecții posibile în care poate apărea A. baumannii sunt:
- Pneumonie
- Infecții ale sângelui
- Meningită
- Infecțiilor postchirurgicale, inclusiv bacteria care cauzează fasceită necrozantă
- Infecții de tract urinar

Simptomele infecției cu A. baumannii sunt de multe ori imposibil de distins de alte infecții cauzate de alte bacterii oportuniste, precum Klebsiella pneumoniae și Streptococcus pneumoniae.
Simptomele infecției cu A. baumannii variază de la febră și frisoane, erupții cutanate, confuzie și/sau stare mentală alterată, dureri sau senzații de usturime la urinare, nevoia puternică de a urina frecvent, sensibilitate la lumină, greață (cu sau fără vărsături), dureri musculare și în piept, probleme de respirație și tuse (cu sau fără mucus galben, verde sau sângeros). În unele cazuri, A. baumannii poate să nu prezinte simptome sau urme de infecție, precum în cazul colonizării unei răni deschise sau traheostomii.

## Tratament
Pentru că cele mai multe infecții sunt acum rezistente la mai multe medicamente, stabilirea susceptibilităților tulpinii este necesară pentru ca tratamentul să fie de succes. În mod tradițional, infecțiile au fost tratate cu imipenem sau meropenem, dar a fost observată o creștere constantă în A. baumannii rezistente la  carbapenem. În consecință, metodele de tratament de multe ori se bazează pe polimixine, în special colistin. Colistinul este considerat un medicament de ultimă instanță pentru că de multe ori provoacă leziuni renale, printre alte efecte secundare. Metodele de prevenire în spitale se concentrează pe creșterea frecvenței spălării mâinilor și îmbunătățirea procedurilor de sterilizare. Acinetobacter baumannii a fost tratată recent cu ajutorul bacteriofagilor (virusuri anti-bacteriene).

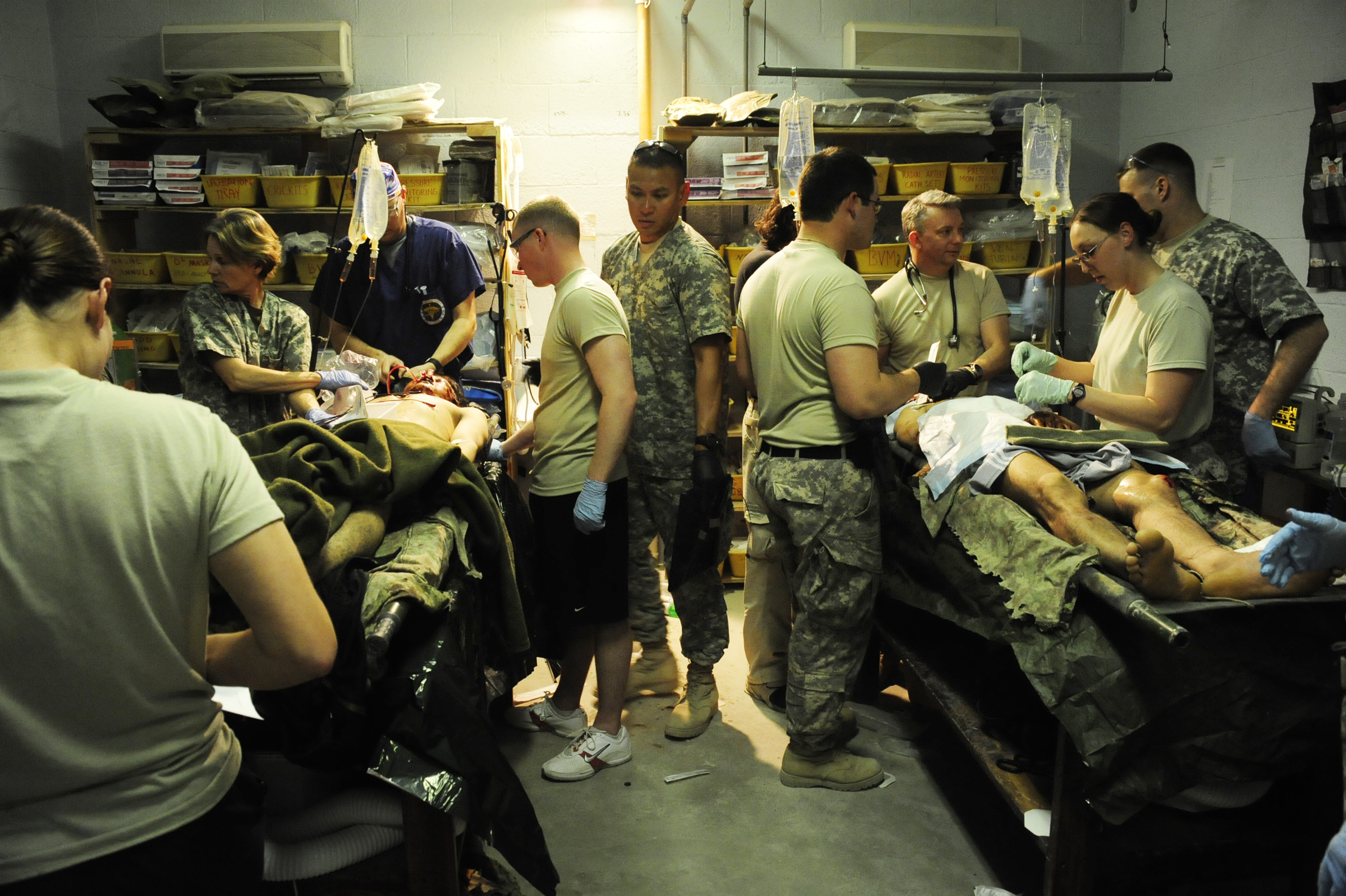
Leziuni traumatice, cum ar fi cele cauzate de dispozitive explozive improvizate, lasă zone mari deschise contaminate cu resturi, care sunt vulnerabile în a deveni infectate cu A. baumannii.

## Incidența în spitale
Fiind cunoscută ca o infecție oportunistă, infecțiile cu A. baumanii sunt extrem de răspândite în spitale. A. baumanii prezintă risc foarte mic pentru persoanele sănătoase, dar factorii care cresc riscurile de infecție includ:
- Un sistem imunitar slăbit
- Boli pulmonare cronice
- Diabet
- Șederi prelungit în spital
- Boli care necesită utilizarea unui ventilator
- Răni deschise tratate într-un spital
- Tratamente care necesită dispozitive invazive, precum catetere urinare

A. baumanii se poate răspândi prin contact direct cu suprafețe, obiecte și pielea persoanelor contaminate.
Introducerea bacteriei A. baumannii și, ulterior, prezența în spitale este bine documentată. A. baumannii este de obicei adusă în spital de un pacient colonizat. Datorită capacității sale de a supraviețui pe suprafețe artificiale și rezistenței la uscare, bacteria poate rămâne prezentă și infecta pacienți noi după mult timp. Dezvoltarea A. baumannii este suspectată a fi favorizată în spital datorită utilizării constante de antibiotice de către pacienții din spital. Acinetobacter pot fi transmisă prin contactul dintre persoane sau prin contactul cu suprafețe contaminate. Acinetobacter poate intra prin răni deschise, catetere și tuburi de respirat. Într-un studiu din 2009 al unităților de terapie intensivă din Europa, A. baumannii a fost găsită responsabilă pentru 19,1% din cazurile de pneumonie asociată utilizării ventilatorului.
| Țară                       | Referință                   |
| -------------------------- | --------------------------- |
| Australia                  | [ 23 ] [ 24 ]               |
| Brazilia                   | [ 25 ] [ 26 ] [ 27 ] [ 28 ] |
| China                      | [ 29 ] [ 30 ] [ 31 ] [ 32 ] |
| Germania                   | [ 33 ] [ 33 ] [ 34 ] [ 35 ] |
| India                      | [ 36 ] [ 37 ] [ 38 ]        |
| Coreea De Sud              | [ 39 ] [ 40 ] [ 41 ] [ 42 ] |
| Regatul Unit               | [ 43 ] [ 44 ]               |
| Statele Unite Ale Americii | [ 45 ] [ 46 ] [ 47 ] [ 48 ] |

Un studiu din 2013 din Indonezia a arătat că infecțiile neonatale cu A. baumanii s-au datorat acelorași tulpini de bacterii găsite în spitalele în care nou-născuții au petrecut primele zile. Aceste tulpini au fost găsite pe suprafețe dure, precum și pe mâinile personalului medical.